# Costume au XIVe siècle
 (janvier 2019).

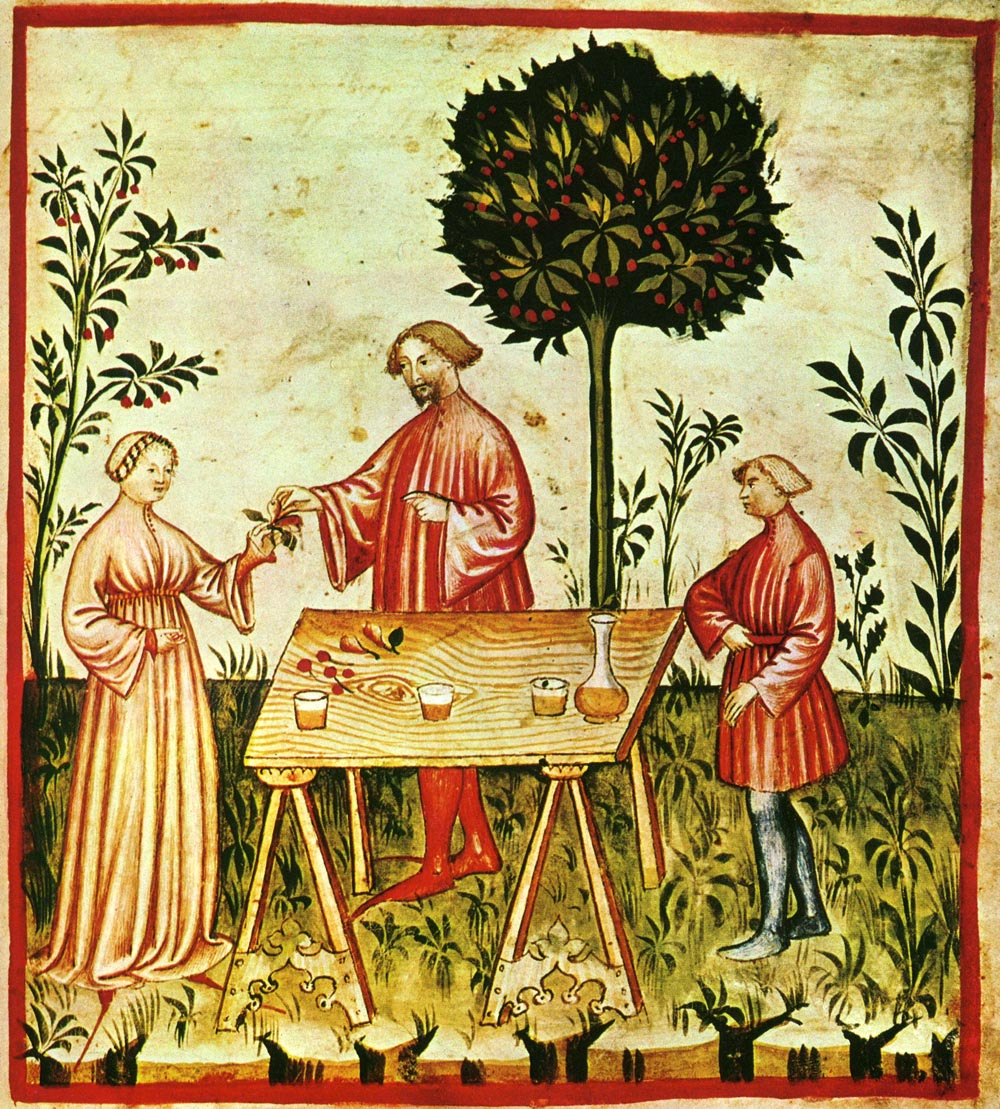
Illustration du Taccuino Sanitatis, manuscrit italien du XIVe siècle.

Le costume au XIVe siècle est marquée par le début d'une période d'expérimentation avec différentes formes de vêtements. L’historien James Laver (en) suggère que le milieu du XIVe siècle marque l'émergence de la reconnaissance de la mode dans les vêtements, suggestion appuyée par Fernand Braudel . Les vêtements drapés et les coutures droites des siècles précédents sont remplacés par des coutures courbes grâce à l'évolution des techniques de couture, permettant aux vêtements d’épouser les formes humaines.

## Tendances générales
Au cours du siècle, la mode occidentale évolue à un rythme tout à fait inconnu d'autres civilisations, qu'elles soient anciennes ou contemporaines. Dans la plupart des autres cultures que des changements politiques majeurs, tels que la conquête musulmane de l'Inde, a entraîné des changements radicaux dans les vêtements, et en Chine, le Japon et l'Empire ottoman de la mode ont très peu changé au cours des siècles précédents.

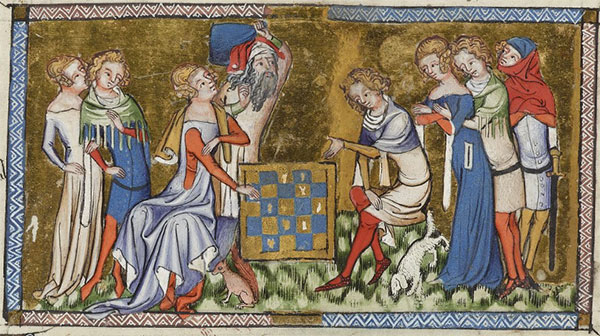
Enluminure du Voeu du paon de Jacques de Longuyon, v. 1340. Une femme et un homme s'affrontent aux échecs pendant que leur compagnie observe la partie. Le détail des cottes hardies boutonnées et ajustées, des chaperons portés diversement (dont certains sont à lambels) et des surcots ajourés est très riche (Pierpont Morgan Library, MS G.24, f. 25v).

## Costume masculin

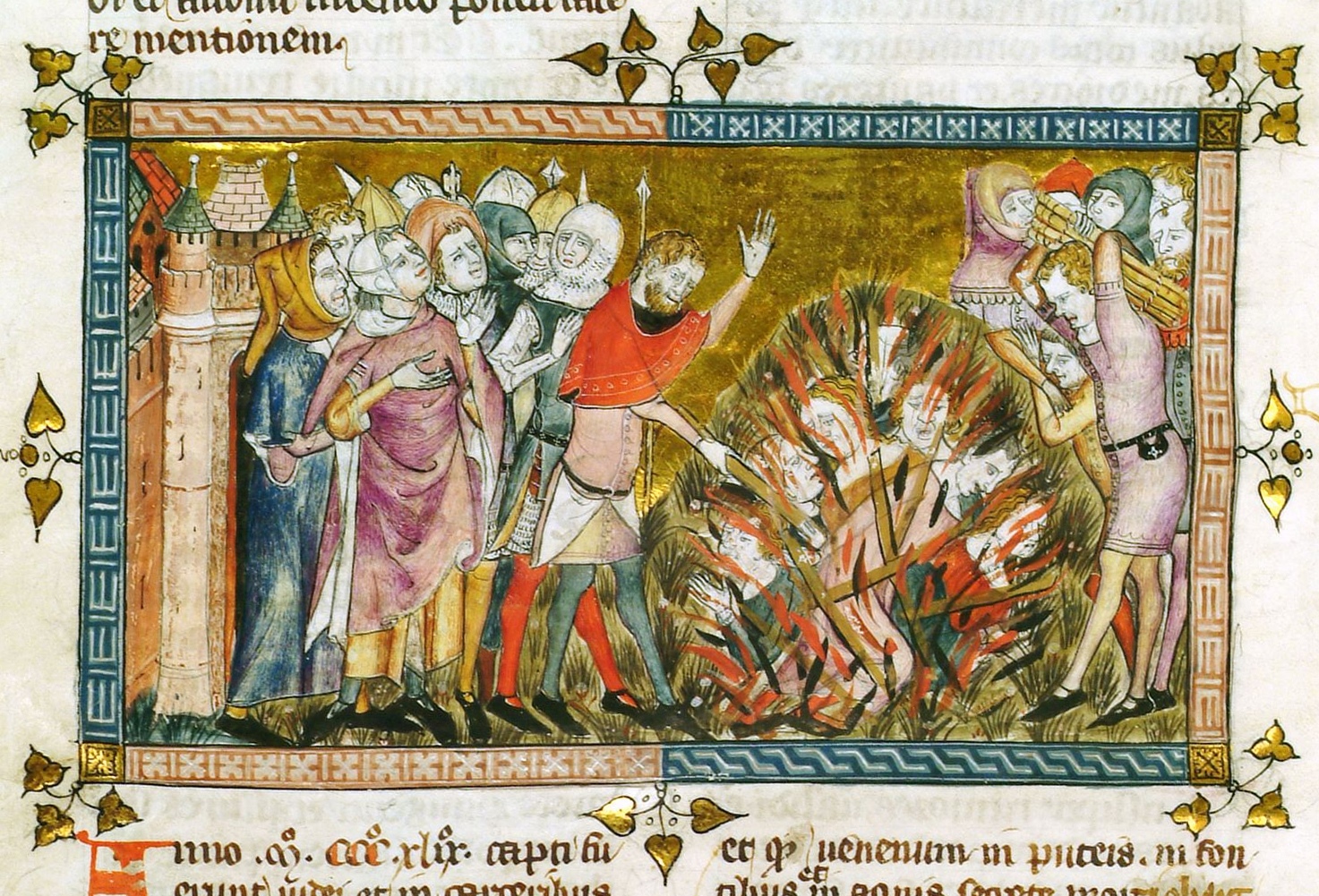
Scène de pogrom. Quelques couvres-chefs dans la foule : le personnage à gauche en robe bleue porte un chaperon jaune porté traditionnellement en cagoule ; son voisin en chape pourpre porte une cale, le petit bonnet de lin porté par tous et parfois noué sous le menton ; à sa droite, dont seule la tête dépasse, un personnage arbore un chaperon orangé noué en turban (Bibliothèque royale de Belgique, ms. 13076-13077, fol. 12v).

### Paysans, nobles et chevaliers
La continuité avec les périodes précédentes est indiscutable : entre le vêtement du dessous, généralement une chemise ou chainse de tissu fin, et le vêtement du dessus plus ou moins long et épais, une succession de tuniques (les « cottes ») selon la saison et la clémence du temps forme l'essentiel du vêtement masculin. La chape ou pluvial des paysans, grand manteau à capuchon, et ses multiples dérivés demeure le vêtement de dessus le plus utilisé concurremment, à l'extrême fin du siècle, avec la houppelande unisexe. L'homme du XIVe siècle est toujours autant attaché à ses indispensables couvres-chef, la plupart du temps résumés par le traditionnel chaperon que l'on peut volontiers comparer à la cagoule moderne, mais augmentée d'une longue queue sur le derrière du crâne (la « cornette ») et parfois d'un protège gorge (le « guleron »). Pratique pour y ranger de petits objets, le chaperon peut se nouer de manières très diverses et ainsi être porté avec une grande variété d'aspects : en turban, en bonnet ou en cagoule. Signe de ralliement politique en ce qu'il arbore armoiries, couleurs et formes symboliques, le vêtement fait partie intégrante de la livrée des princes et permet d'identifier la clientèle de tel ou tel puissant : en 1358, le prévôt des marchands de Paris Étienne Marcel fait scandale en imposant au dauphin Charles, futur Charles V, son chaperon aux couleurs de Paris, mi-partie rouge et bleu.

« [...] oye la supplicacion de Gilet dit d'Espernay de Paris, disant comme environ la Magdelaine l'an 1357, il ensemble sa famme et sa mesnie fussent demourans à Paris jusques à la sepmaine de Pasques flories derrenièrement passées [...] et il soit ainsi que le dit suppliant, en la dicte ville de Bar sur Aube, porta le chaperon de Paris mi parti de rouge et de pers et ailleurs en plusieurs lieux jusqu'à tant que il vint à sa cognoissance que nous avions descort (=mécontentement) à ceulx de Paris, et tantost le lessa senz plus porter. »

— Lettre de rémission de Charles, dauphin de Viennois, accordée à Gilet d'Espernay en août 1358 à Paris (AN JJ 86 fol. 101, n°302).

Costumes ecclésiastiques du milieu du XIVe s. sur un diptyque d'ivoire peint (Cleveland museum of art).
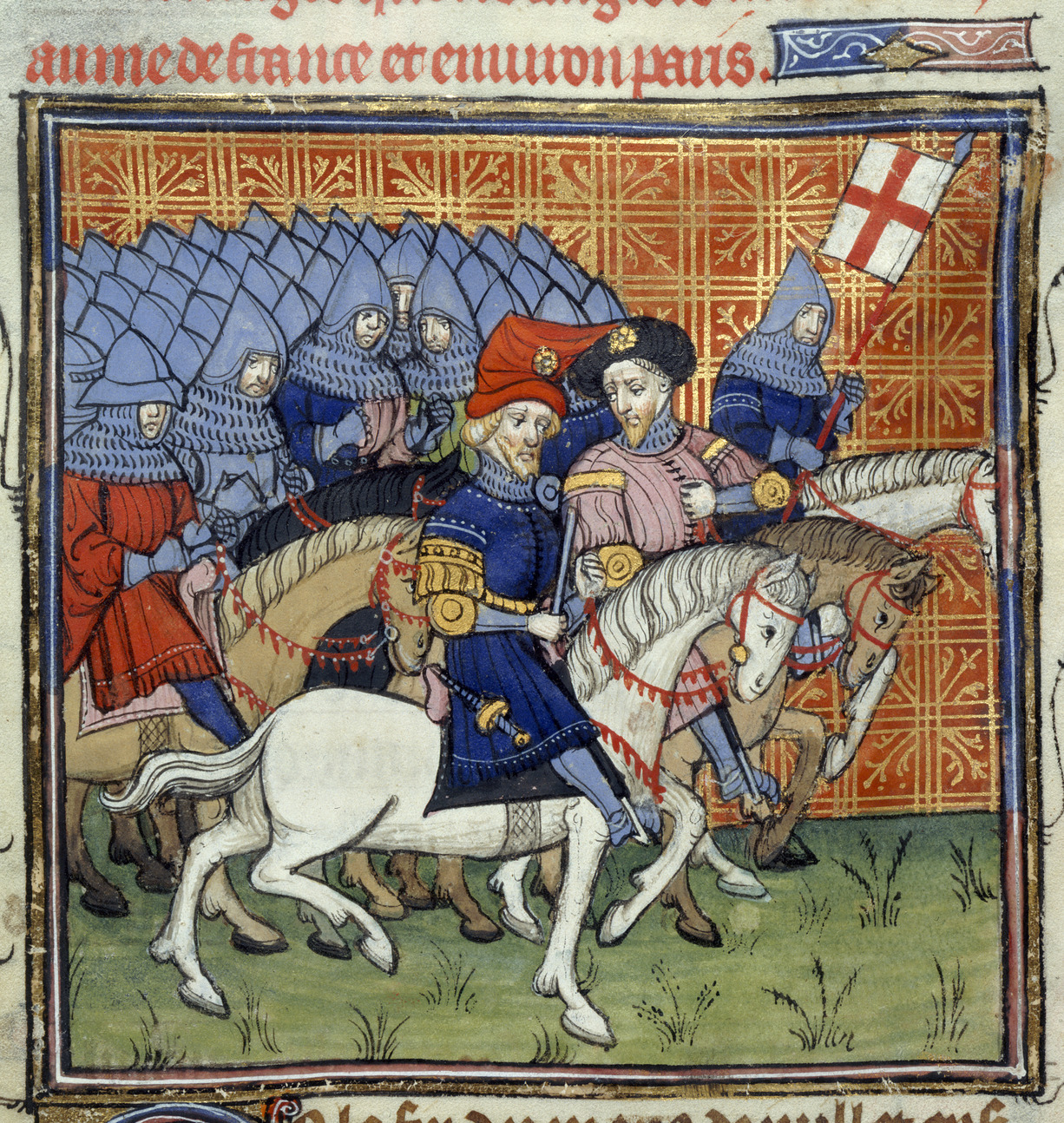
Deux commandants anglais en costume civil à la tête de leurs troupes sous la bannière de saint Georges. Enluminure de la fin du XIVe s. dans les Grandes Chroniques de France (British Library, Royal 20 C. VII, f.186).
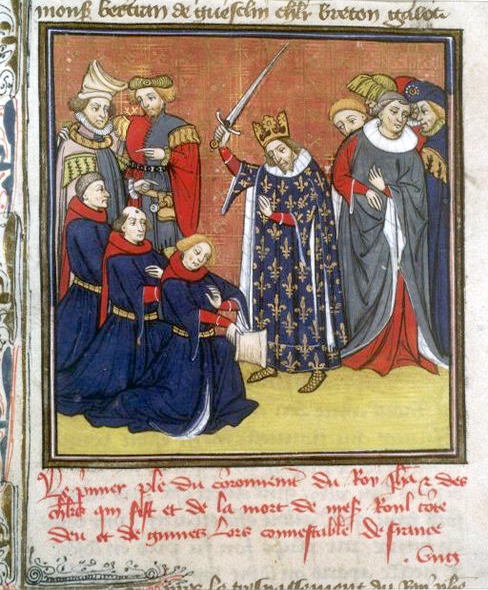
Jean II le Bon, roi de France (1350-1364), adoubant ses proches en tenue de cérémonie chevaliers le jour de son sacre (BNF ms. fr. 73, fol. 386).

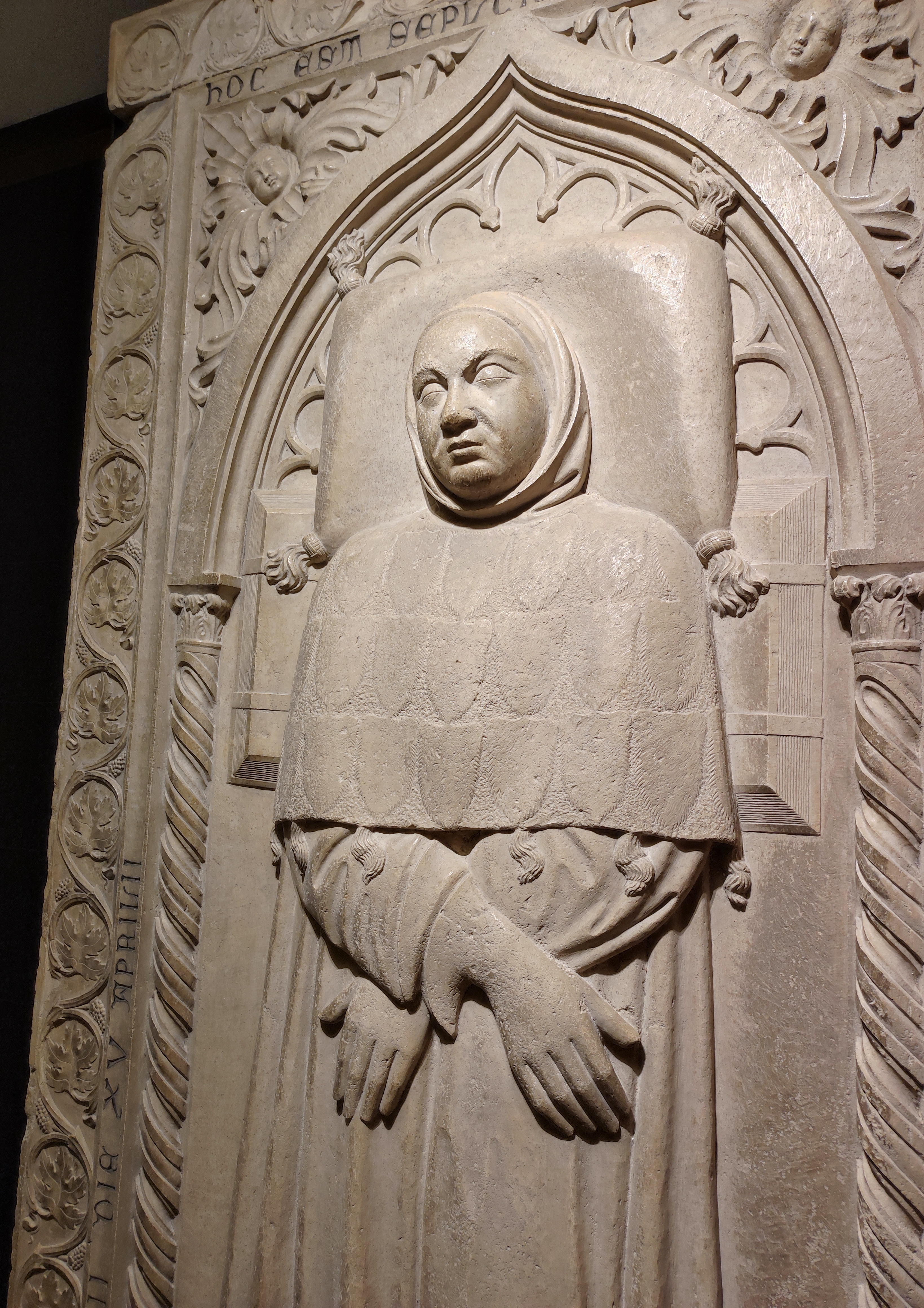
Gisant en bas-relief de Bernardino Zambeccari, mort en 1424, arborant le chaperon, les gants et la chape de vair des maîtres d'université (museo civico medievale de Bologne).

### Maîtres et étudiants
Maîtres et étudiants des universités d'Europe étant clercs ou en ayant le statut juridique, la « robe longue » de la cléricature est leur vêtement le plus évident alors que les robes de la bourgeoisie et de la noblesse se raccourcissent et s'ajustent (bien que le port d'armes blanches en principe prohibé ne les sépare pas de ces derniers). Le 7 novembre 1347, un inventaire après-décès d'un étudiant mort en voyage sur la route entre Nevers et Paris, Guillaume de Vernet, permet de connaître l'habillement d'un clerc au milieu du XIVe siècle : entre autres une chape de marbré (tissu multicolore), une cotte-hardie (tunique ajustée) fourrée à l'agneau noir, une chemise de blanchet (vêtement de dessous), des braies, deux chaperons et un chapeau de feutre. Les maîtres portent volontiers la barette, à l'époque une sorte de bonnet rond, et l'epitogium, le manteau d'apparat encore parfois porté de nos jours.

## Costume féminin
Unisexe ou presque au XIIIe siècle encore, le vêtement féminin devient plus caractérisé, surtout dans les classes supérieures, par un long surcot ajouré laissant voir par endroit la cotte. Le voile, jusque-là typique des femmes de toutes conditions, est transformé par les élégantes et les plus fortunées pour se tourner vers des coiffures à nattes enroulées plus créatives.

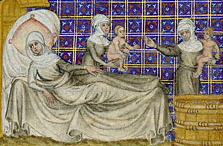
La naissance d'Esaü et Jacob, dans une enluminure des années 1360-1370, donne un aperçu du vêtement des femmes du commun et sages-femmes pendant un accouchement.
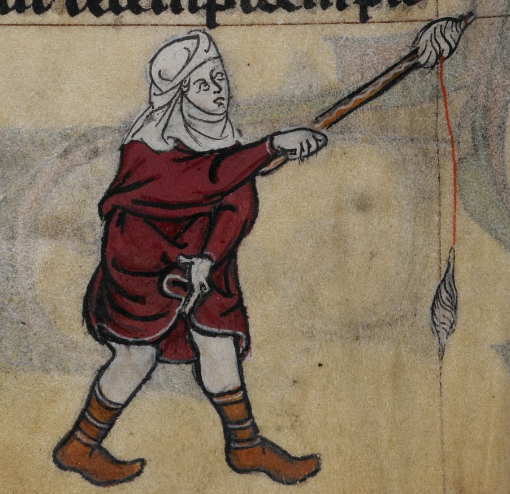
Une femme tenant un fuseau et une quenouille en train de se gratter. Drôlerie marginale d'un manuscrit du premier quart du XIVe s. (British Library Stowe MS17, fol. 64v).
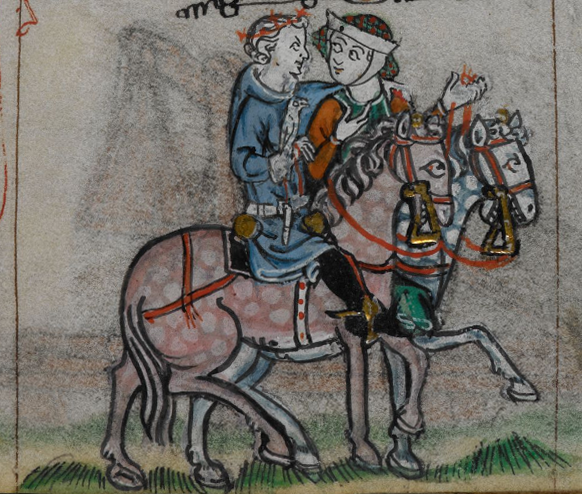
Un fauconnier à cheval courtisant une femme coiffée d'une barbette et d'une résille à la mode du XIIIe s, début du XIVe s. (British Library Stowe MS17, fol. 243).
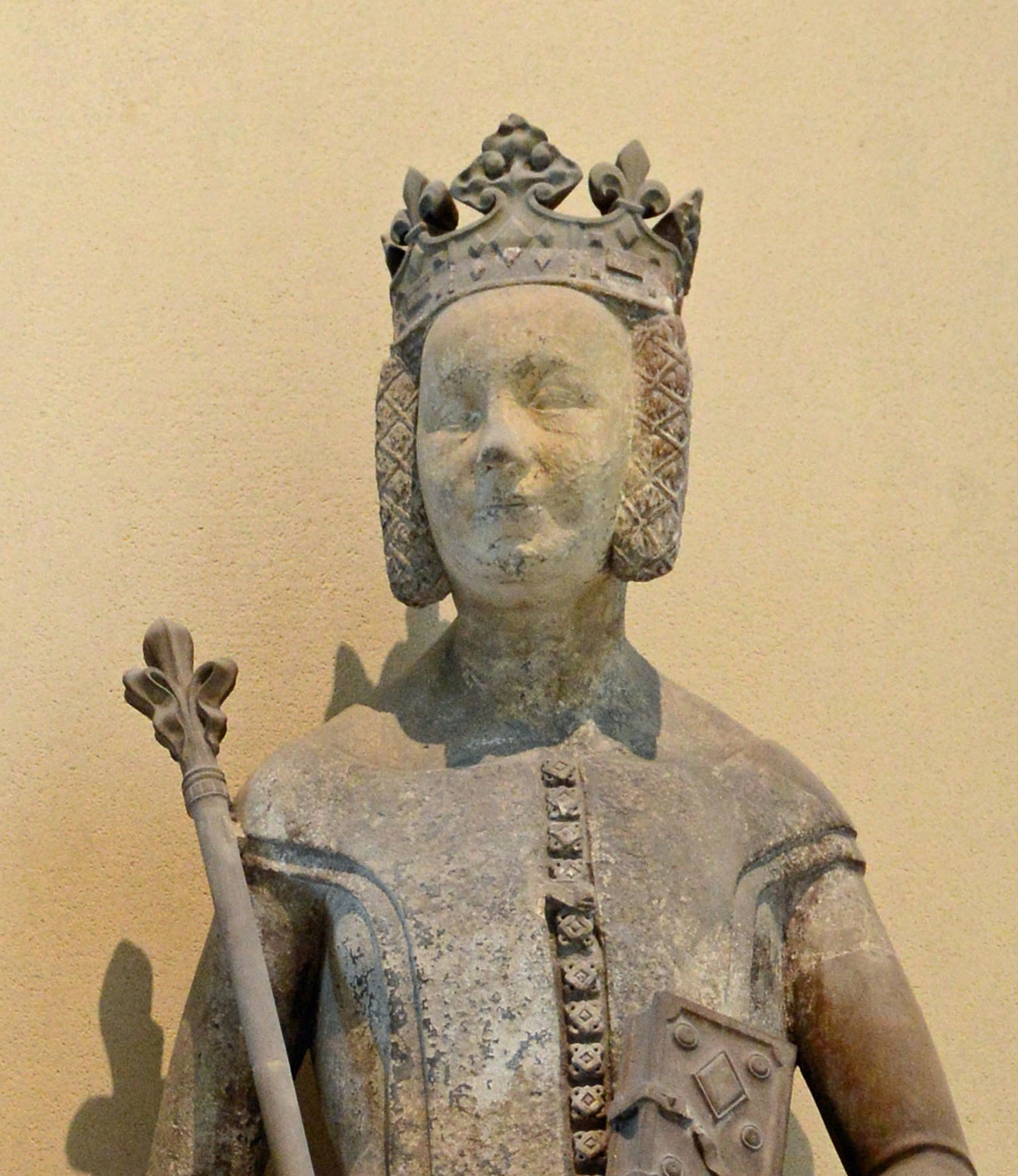
Jeanne de Bourbon, épouse de Charles V (1364-1380) représentée sur une statue à l'origine placée dans le grand escalier du Louvre.

## Costume militaire
Ayant de plus en plus délaissé le lourd et peu pratique heaume du XIIIe siècle, le chevalier de la Guerre de Cent Ans est de plus en plus familier avec le bassinet conique, évolution de la cervelière de métal parfois articulée d'une protection visagière (le fameux « bec de passereau »). Le reste de la défense est dans la continuité des périodes précédentes : camail pour protéger la gorge, hoqueton rembourré couvert d'un haubert et d'un surcot portant les armes du combattant, et parties de harnois, promis à un si grand avenir au XVe siècle et dans l'imaginaire populaire, pour couvrir les jambes et les bras. L'armement favorise en conséquence les armes blanches capables d'endommager plus ou moins gravement la cuirasse ou le bassinet (marteau d'armes) ou de s'insérer dans les interstices (dague, épée).

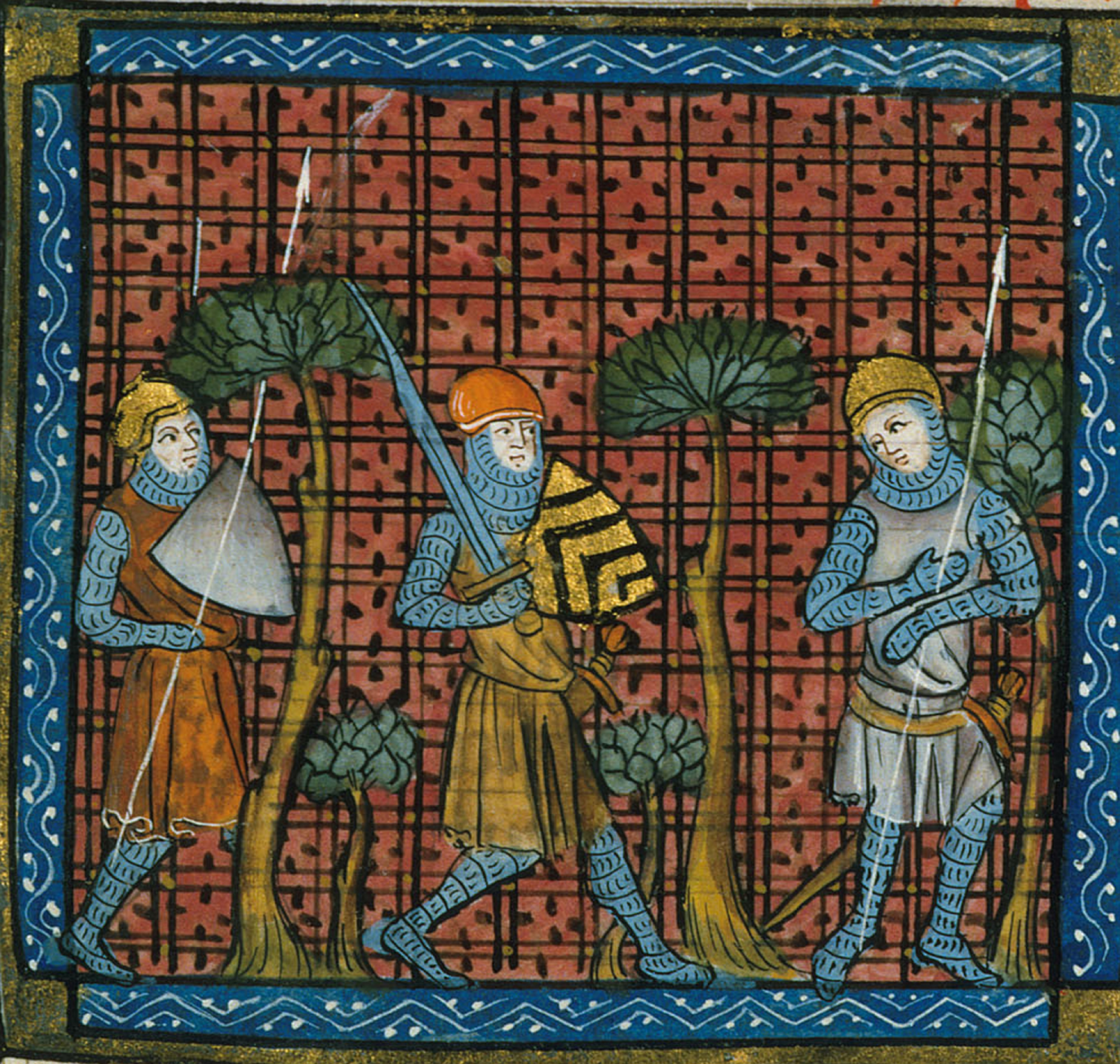
Des croisés dans une enluminure des Grandes Chroniques de France. Ils portent ici un armement de la fin du XIIIe et du début du XIVe s. : grand haubert à surcot, cervelière, lance et écu.
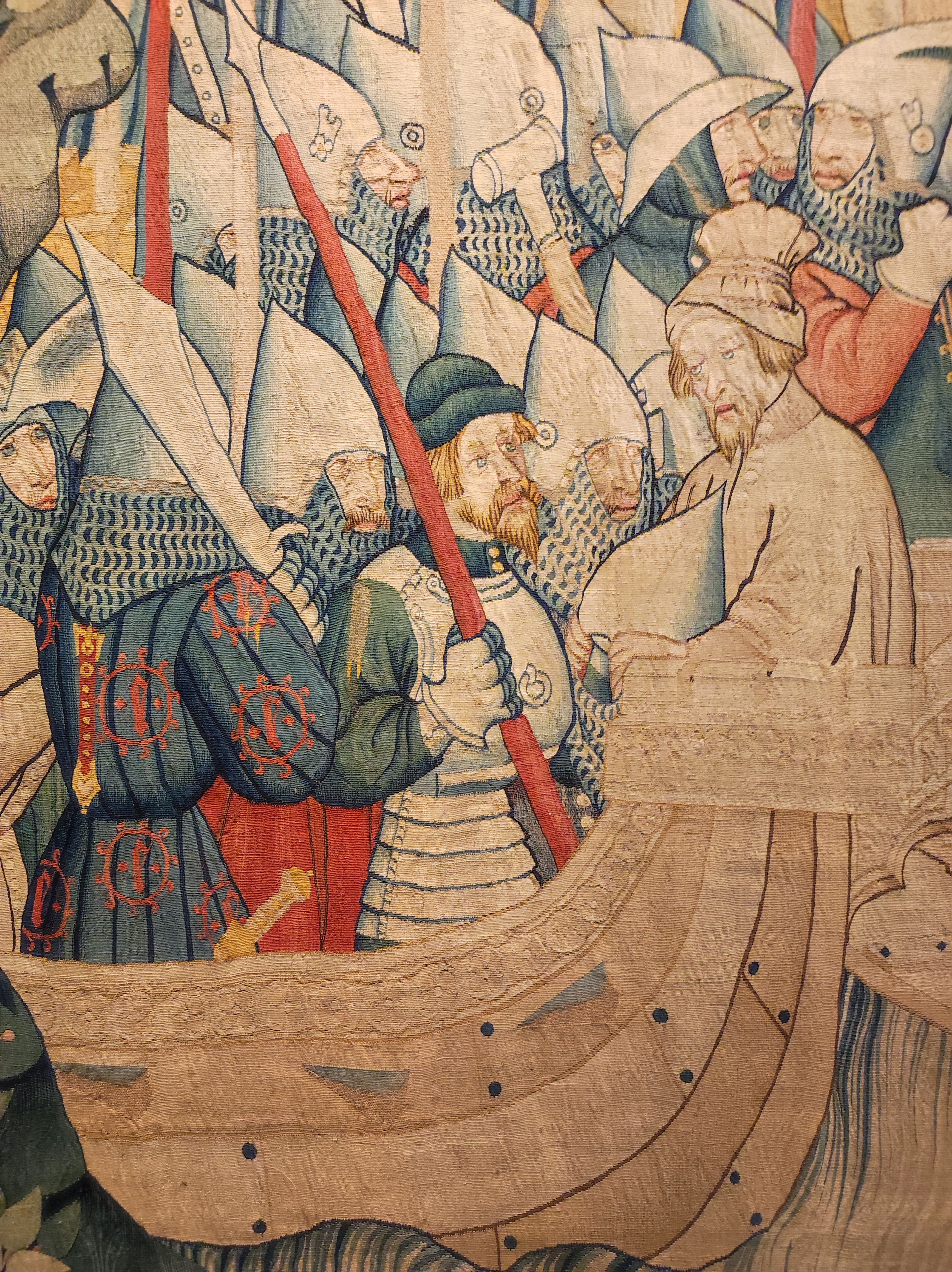
Hommes d'armes en harnois des années 1380 sur une nef de guerre. Tapisserie du cycle de Jourdain de Blaye (musée archéologique de Padoue).
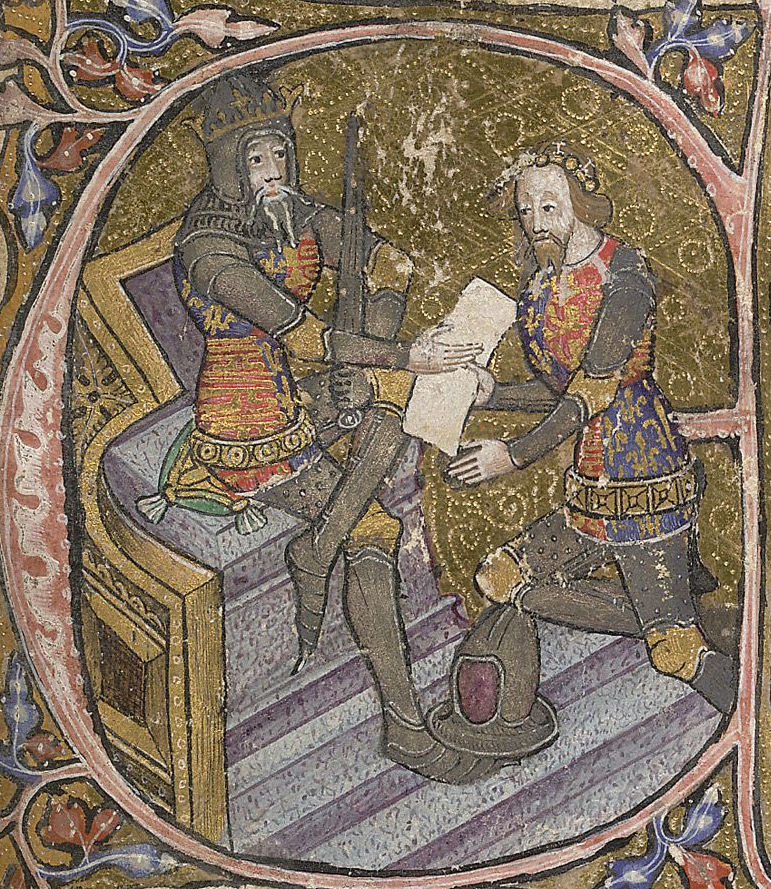
Édouard III et son fils Édouard de Woodstock en harnois d'apparat des années 1390 (British Library, Cotton MS Nero D VI, f.31r).
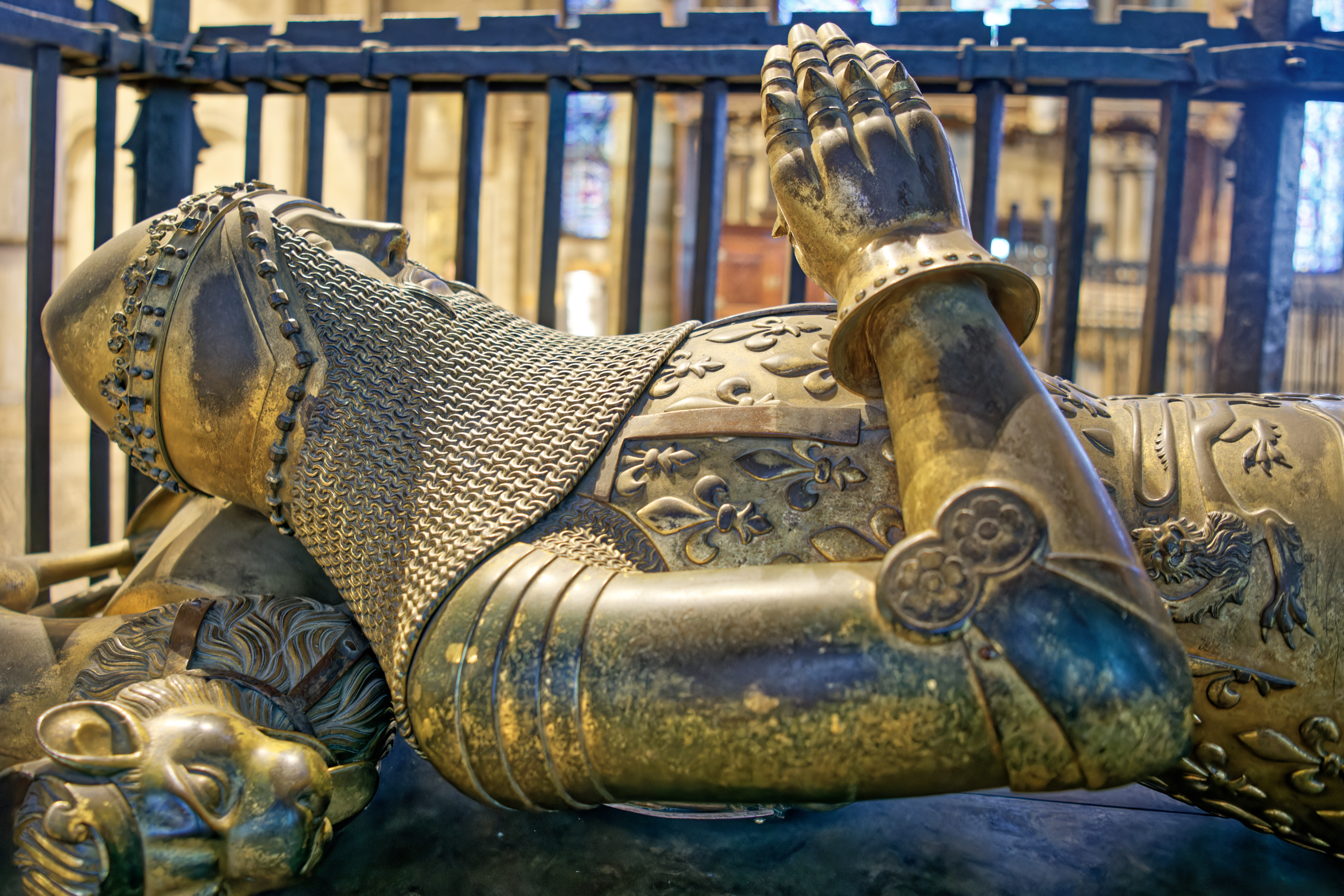
Gisant en cuivre doré d'Édouard de Woodstock, mort en 1376, situé dans la cathédrale de Canterbury. La sculpture en haut relief est datée des mêmes années que le gisant de son père Édouard III mort un an après lui, c'est-à-dire des années 1390 sous Richard II (1377-1399).
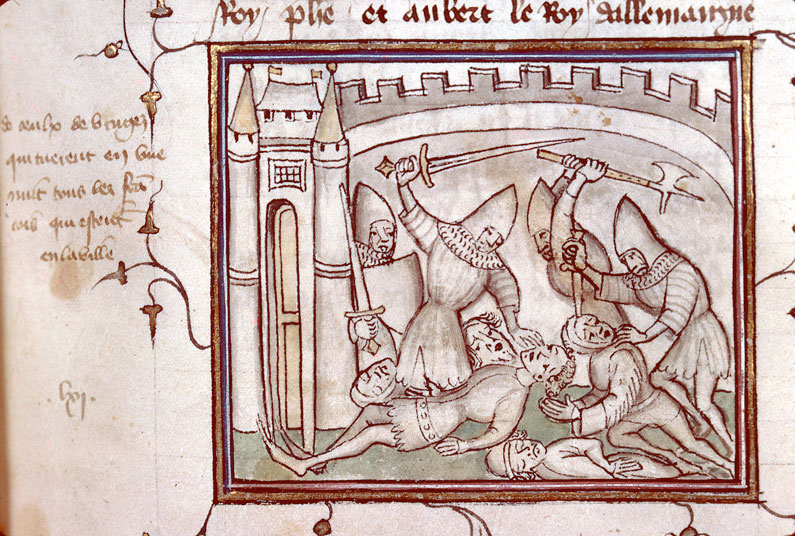
Hommes d'armes en plein massacre pendant les matines de Bruges (1302), enluminure du dernier quart du XIVe s.

Les lettres de rémission du Trésor des Chartes permettent de faire la lumière sur l'armement réel des sergent et gens d'armes de la période. En mars 1360, le dauphin Charles témoigne dans une de ces lettres du larcin de Symon Tourbier de Croye, chargé de surveiller des biens saisis à Laon à des criminels de lèse-majesté et dans lesquels il avait fini par se servir : un bassinet à camail, une robe de vair fourrée de peau d'agneau, un chaperon doublé, un falot (vêtement mal identifiable) et des « gantelets de baleine » (gants de toile couverts d'osselets de cétacés, démodés à partir de la fin du siècle).